# Super Dodge Ball (jeu vidéo, 1996)
Cet article concerne le jeu Neo-Geo. Pour le jeu d'arcade, voir Super Dodge Ball (jeu vidéo, 1987).
Super Dodge Ball (くにおの熱血闘球伝説, Kunio no Nekketsu Toukyuu Densetsu) est un jeu vidéo de dodgeball développé par Technos et édité par SNK en 1996 sur Neo-Geo MVS (NGM 208),,.

## Série
1. Super Dodge Ball (1987, Arcade)
2. Kunio no Dodgeball dayo Zen'in Shuugou! (1993, Super Famicom)
3. Super Dodge Ball (1996)
4. Super Dodge Ball Advance (2001, Game Boy Advance)
5. Super Dodgeball Brawlers (2008, Nintendo DS)